# Canta una canzone da sei soldi
Canta una canzone da sei soldi (Sing a Song of Sixpence) è un racconto incluso in Il mistero di lord Listerdale e altre storie, una raccolta di racconti di Agatha Christie senza nessuno dei principali personaggi che ricorrono di solito nei suoi romanzi e racconti, pubblicato per la prima volta nel Regno Unito nel 1934.

## Trama
Sir Edward Palliser riceve una visita nella sua casa di Westminster da parte di una donna di nome Magdalen Vaughan che aveva conosciuto durante una gita in nave dieci anni prima. La donna gli chiede aiuto, è la pronipote di Lily Crabtree, un'anziana signora morta tre settimane prima. La donna era stata trovata morta nella sua casa di Chelsea, al piano inferiore, il capo fracassato da un fermacarte, che poi era stato ripulito. Magdalen era una delle cinque persone presenti nella casa al momento del delitto – oltre a lei c'erano suo fratello Matthew, il nipote della signora Crabtree e la moglie William ed Emily, e la domestica, Martha. Tutti e quattro dipendevano economicamente dall'anziana, ed avevano ereditato il suo patrimonio diviso in parti uguali. La polizia non era riuscita a trovare prove concrete contro nessuno di loro, e il sospetto quindi ricade su tutti. Magdalen chiede a Sir Edward di aiutarla, dato che dieci anni prima l'uomo le aveva promesso che, in caso di difficoltà, le sarebbe stato d'aiuto. Sir Edward accetta.
Sir Edward si reca dall'avvocato della signora Crabtree, e quest'ultimo gli dice che la signora prelevava sempre trecento sterline in pezzi da cinque ogni quindici giorni per le spese domestiche. Sir Edward a questo punto si reca nella casa di Chelsea, dove si accorge di quanta tensione c'è tra i cinque sospettati. Emily aveva litigato con la signora Crabtree a pranzo e si era ritirata in camera sua dopo il tè pomeridiano, adducendo un mal di testa. Anche William era andato nella sua stanza con la sua collezione di francobolli. Magdalen era al piano di sopra, a cucire. Suo fratello, Matthew, si rifiuta di dire dove si trovava a Sir Edward, dichiarandosi stanco di tutta la storia. Sir Edward parla anche con Martha, che afferma di essere stata devotissima alla signora Crabree, dato che l'aveva presa a servizio trenta anni prima dopo che aveva avuto un figlio illegittimo. La donna afferma che quando qualcuno scende le scale lei se ne accorge dallo scricchiolio prodotto, e quando la sua padrona è morta non ha sentito nessun rumore. Martha dice anche che Matthew si trovava in una stanza al piano di sotto, a scrivere un pezzo giornalistico, e lo ha sentito battere a macchina per tutto il tempo. La cameriera afferma che comunque la signora Crabtree avrebbe potuto aprire la porta a chiunque, dato che dalla cucina Martha non avrebbe sentito nulla. Sir Edward chiede alla domestica se la signora Crabtree stesse aspettando qualcuno, e la donna afferma che la sua padrona si era lamentata con lei della disonestà degli uomini d'affari, citando una moneta falsa da sei pence che le era stata rifilata. 
Sir Edward fruga nella borsa della signora Crabtree, ma non trova niente di interessante, allora se ne va. Sulla strada di ritorno Sir Edward viene fermato da Matthew Vaughan, che si scusa per il suo comportamento scortese. L'attenzione di Sir Edward viene attratta dalla scritta di un negozio che legge oltre le spalle di Matthew – “Quattro e Venti Merli” e torna subito alla casa di Chelsea. Nella borsa della signora Crabtree non c'era nessun pezzo da sei pence, bensì un foglietto con sopra una poesia scritta da un giovane disoccupato – Miss Crabtree aveva fatto entrare un uomo in casa, aveva preso la poesia e l'aveva ripagato con la moneta falsa, scatenando la rabbia dell'uomo. Martha confessa che l'assassino è il suo figlio illegittimo, Ben, che adesso ha lasciato il paese. 

## Edizioni
- Agatha Christie, Il mistero di Lord Listerdale e altre storie, traduzione di Grazia Griffini, collana Oscar Mondadori, Mondadori, 1982,  p. 262.